# Saint-André (Pirenéus Orientais)
Saint-André (em catalão:  Sant Andreu de Sureda) é uma comuna francesa na região administrativa da Occitânia, no departamento dos Pirenéus Orientais. Estende-se por uma área de 9.73 km², e possui 3.433 habitantes, segundo o censo de 2018, com uma densidade de 350 hab/km².